# Bazoches-les-Gallerandes

Bazoches-les-Gallerandes este o comună în departamentul Loiret din centrul Franței. În 1 ianuarie 2022 avea o populație de 1.482 de locuitori.